# Pilea humbertii
Pilea humbertii är en nässelväxtart som beskrevs av Jacques Désiré Leandri. Pilea humbertii ingår i släktet pileor, och familjen nässelväxter. Inga underarter finns listade i Catalogue of Life.